# ابوحنیفه دینوری
احمد بن داود بن ونند شناخته‌شده با نام ابوحنیفه دینوری (زادهٔ ۸۱۵ در دینور - درگذشتهٔ ۸۹۵ میلادی)، گیاه‌شناس، تاریخ‌نگار، جغرافی‌دان، فلزوَرز، ستاره‌شناس، ریاضی‌دان و همه چیز دان ایرانی دوران سامانیان بود.

## زندگی
احمد بن داود بن ونند معروف به ابوحنیفه دینوری در دینور در کرمانشاه به دنیا آمد. تاریخ تقریبی به دنیا آمدن او ۸۲۸ میلادی (برابر با ۲۲۲ هجری قمری) و تاریخ تقریبی درگذشت او ۸۸۹ میلادی (۲۸۲ هجری قمری) ذکر شده است.
دینوری تحصیلات خود را در اصفهان، کوفه و بصره به پایان رساند و معلمان اصلی او اسحاق سکیت و پسرش یعقوب بن اسحاق اهوازی (ابن سکیت) بودند. او صرف و نحو، زبان‌شناسی، هندسه، حساب و نجوم را مطالعه کرد و یک سنت‌دان شد.
دینوری دانشمندی ذوالفنون و همه‌چیزدان بود. تخصص و دانش‌های او ناظر به اخترشناس، متخصص کشاورزی، گیاه‌شناسی، متخصص ذوب فلزات، جغرافی‌دان، ریاضی‌دان، و تاریخ‌نگار است و او از دانشمندان عصر طلایی اسلام بوده است.
مشهورترین اثر او کتاب‌النبات است که به خاطر آن از او به عنوان بنیانگذار گیاه‌شناسی در عصر تمدن اسلامی یاد شده است.
خبرالدین یوجَسوی از کتاب اخبارالطوال دینوری که به زبان فارسی نوشته شده است، با احتمال به عنوان یک تلاش اولیه برای یکپارچه‌سازی تاریخ ایران و اسلام یاد کرده است.
اندرو پیکاک توجه خود را به این مسئله معطوف داشته که در حالی که مؤرخانی مانند طبری و بلعمی مقدمهٔ کار خود را به گفتارهایی طولانی دربارهٔ شروع تاریخ جهان اختصاص می‌دادند، دینوری در اخبارالطوال تاریخ خود را با مرکز قراردادن ایرانشهر یا سرزمین ایران که بر اساس اندیشه‌های ایرانی باستانی مرکز جهان دانسته می‌شده آغاز کرده است.
دینوری علاوه بر دسترسی به منابع اولیه عربی، از منابع فارسی، از جمله اشعار حماسی پیش از اسلام نیز استفاده می‌کرد. وی گهگاه عباراتی فارسی را وارد آثار خود می‌کرد. ادامه‌دهنده این روش دینوری حمزه اصفهانی بود.

## متخصص گیاه‌شناسی
لکلرک دربارهٔ دینوری گفته است: ابوحنیفه دینوری، بزرگ‌ترین گیاه‌شناسِ مشرق‌زمین است و از اینکه ابن ابی اصیبعه از ترجمه حال او غفلت کرده تعجب می‌کند و می‌گوید ابن بیطار نام پنجاه گیاه را که گذشتگان از آن شناختی نداشتند از ابوحنیفه نقل می‌کند و در همه‌جا مشهود و هویداست که دینوری به نقل اکتفا نکرده و خود به نفسه، انواع گیاهانِ نام‌برده در کتابِ خود را دیده و به تشریح آن‌ها پرداخته است.

## کتاب‌ها
دینوری، در زمینه‌های زیادی متخصص بوده و کتاب‌هایش در زمینه تخصص‌هایش است. از جمله گیاه‌شناس، مورخ، جغرافی‌دان، ستاره‌شناس و ریاضی‌دان، نحوی و لغت‌شناس بوده و به علوم هند آشنائی داشته است. یکی از آثار معروف او «کتاب‌النبات» است که به شناخت گیاهان اختصاص داشته و به تأیید کارشناسان این رشته، دینوری اطلاعات مندرج در این کتاب را براساس تحقیق و تتبع خود استخراج نموده است و دیگران از او نقل قول کرده‌اند. البته کتاب النبات حاوی بسیاری مطالب فلسفی و تاریخی بود، اما از اطلاعات گیاهی نیز آکنده بود و بعدها فراوان از آن نقل قول شد.

## آثار دینوری
- کتاب تفسیرالقرآن
- کتاب‌الانواء (انواء = جمع نوء و به‌معنی سقوط ستاره در مغرب است)
- کتاب اصلاح‌المنطق
- امامت و سیاست
- کتاب لحن‌العامه
- کتاب‌الفصحا
- کتاب حساب‌الدور و الوصایا
- کتاب‌الزیج
- کتاب‌النبات (در دو جلد)
- کتاب‌الجبر و المقابله
- کتاب جواهرالعلم
- کتاب‌الرد علی رصدالاصبهانی
- کتاب‌الشعر و الشعراء
- کتاب‌التاریخ
- کتاب اخبارالطوال (شاید همان کتاب‌التاریخ باشد)
- کتاب فی‌حساب‌الخطائین
- کتاب‌البلدان
- کتاب‌القبلة والزوال
- کتاب‌البحث فی حساب‌الهند
- کتاب‌الجمع والتفریق
- کتاب نوادرالجبر
- کتاب‌الاکراد

## کتاب انساب‌الاکراد
«آ.د. پاپازیان» در مرکز اسناد ماتناداران به کتابی از «رستم‌خان دنبلی» تاریخ‌نویس کرد برخورد کرد که در آن به کتابی از ابوحنیفه دینوری به نام تاریخ شجرهٔ کرد (انساب‌الاکراد) اشاره شده است. از این کتاب هیچ نسخه‌ای در دست نیست. «گ.ب. آکوپف» واقعیت نگارش این کتاب را هم «گویای تعلق قومی دینوری» و هم گویای این می‌داند که او «باشندگان کرمانشاهی» را در ارتباط با هویت قومی کردی درک کرده است. اما در هیچ‌کدام از منابع بیشماری که به صورت گسترده به زندگی ابوحنیفه دینوری پرداخته‌اند، هیچ اشاره ای به تبار قومی ابوحنیفه دینوری نشده است و در بیشتر منابع مرجع و معتبر نیز نامی از کتاب «انساب‌الاکراد» به عنوان اثری از ابوحنیفه دینوری نیامده است.

## درگذشت
درگذشت دینوری در سال ۲۸۳ ق و به احتمال قوی در دینور بوده است. برابر میلادی وفاتش را هفته مارس ۸۹۵ میلادی ذکر کرده‌اند.